# 敬恵公主
敬恵公主（けいえこうしゅ、キョンへコンジュ、경혜공주、正統元年（1436年） - 成化10年12月30日（1474年1月17日））は、李氏朝鮮の第5代国王文宗と顕徳王后の娘。第6代国王端宗の姉。
父が朝鮮王に即位する前は、平昌郡主（ピョンチャングンジュ、평창군주）に冊封されていた。夫の鄭悰との間に1男を儲けた。

## 生涯
1436年、文宗と顕徳王后の次女として誕生。生母である顕徳王后は、自身が5歳の時に他界した。そのため、弟の端宗とともに、祖父の世宗の後宮である恵嬪楊氏に養育される。
1450年1月に鄭忠敬（チョン・チュンギョン、てい ちゅうけい）の息子である鄭悰（チョン・ジョン、てい そう）に降嫁。婚姻の際、彼女に土地が与えられた。同年4月に父が朝鮮王に即位したため、公主に冊封された。
1452年に父が崩御した後、弟の端宗が即位。しかし、1455年に叔父の首陽大君（後の第7代国王世祖）が癸酉靖難を起こした。その際、弟である端宗が退位された。事件に関連したとして、夫の鄭悰が流刑となる。
同年、彼女が病気を患うと夫の鄭悰は一時、解放されたが、彼女が回復すると再び、流刑されてしまう。
2年後には復位を謀ったとして、叔父の錦城大君と端宗も処刑。1461年には夫の鄭悰も処刑された。世祖によって、彼女は奴婢ヘ降格される危機があったが、貞熹王后の反対によって、事態は避けられた。
しかし、一部の記録では尼となり、質素な暮らしを過ごしたという記述もある。世祖は貧しい彼女を遺憾に思い、漢陽に彼女の屋敷と没収していた財産を与えた。
1474年12月30日、38歳の若さで死去した。息子の鄭眉寿（チョン・ミス、てい びじゅ）は、1506年に発生した中宗反正（国王燕山君を廃し、中宗が即位した宮廷クーデター）で三等功臣の称号を得ている。

## 家族
王家
- 父：文宗
- 母：顕徳王后（1418年 - 1441年）
- 弟：端宗（1441年 - 1457年）

夫側
- 舅：鄭忠敬（生年不詳 - 1443年）
- 姑：驪興閔氏
- 夫：鄭悰（生年不詳 - 1461年）
  - 息子：海平府院君 昭平公 鄭眉寿（1456年 - 1512年）
  - 嫁：全義李氏
    - 孫：鄭承林（1488年 - 1534年）※鄭眉寿は子に恵まれず、親戚から養子を迎えた為、義理の孫である。

## 登場作品
- 王と妃（KBS、1998年）配役：キム・ミジュ
- 王女の男（KBS、2011年）配役：ホン・スヒョン